# Авторский жанр
А́вторский жанр — уникальная совокупность устойчивых жанровых (то есть как формальных, так и содержательных) признаков, сформировавшаяся в творчестве определённого автора и целенаправленно, в рамках определённой художественной задачи, воспроизводимая в дальнейшем им, а также другими авторами. Возможность появления авторских жанров выкристаллизовалась в XX веке, после разложения традиционной системы литературных жанров. Особенно в новейшей поэзии, по мнению исследователя, «созидание авторской оригинальной жанровой модификации становится одним из важнейших художественных приёмов в определении суверенности своего поэтического мира».
Выразительным примером авторского жанра могут служить моностихи Владимира Вишневского, обладающие целым рядом устойчивых характеристик, от просодических (почти все они написаны пятистопным ямбом) и пунктуационных (все без исключения моностихи Вишневского заканчиваются многоточием) до жёстко ограниченного круга тем, мотивов, образов и постоянства лирического героя — манерно-куртуазного хама. Собственные высказывания Вишневского (в интервью, предисловиях к своим публикациям) подтверждают сознательный выбор им такой творческой стратегии, а широко публикуемые разными юмористическими изданиями аналогичные тексты других авторов, воспринявших у Вишневского все или почти все свойства его моностиха (при том, что сам по себе моностих появился в русской поэзии задолго до Вишневского и имеет богатую и разнообразную традицию), говорят о том, что предложенная Вишневским жанровая модель жизнеспособна и воспроизводима. На примере Вишневского можно увидеть и то, что работа с авторским жанром позволяет автору перейти в пространство массовой литературы или, по крайней мере, сдвинуться по направлению к ней: ведь массовая литература функционирует по законам рынка, и авторский жанр оказывается аналогом индивидуального бренда. Близкий по структуре и функционированию феномен представляют собой «вредные советы» Григория Остера. В иных случаях, однако, этот эффект оказывается, по-видимому, побочным: черты авторского жанра, которые можно усмотреть в рассказах Хорхе Луиса Борхеса, малой прозе Даниила Хармса, нескольких типах стихотворений Дмитрия А. Пригова, не переводят эти тексты в массовую литературу, но, безусловно, прибавляют им популярности. Об авторском жанре говорилось также применительно к таким авторам, как Леонид Губанов, Вилли Мельников, Владимир Сорокин, Владимир Шаров и др.
Понятие авторского жанра не следует смешивать с другими способами группировки текстов одного автора в те или иные единства, и прежде всего с понятием идиостиля, подразумевающим непроизвольную, сущностную уникальность формально-содержательных характеристик принадлежащих данному автору текстов.